# Jostel
Jostel es una telecomedia argentina que se transmite por la Televisión Pública Argentina desde el 22 de marzo de 2016. Los actores que protagonizan son: Paola Barrientos, Horacio Peña, Mariana Chaud, Ignacio Rogers, María Alché, William Prociuk y Valeria Correa. La misma consta de 13 capítulos.

## Sinopsis
El hostel "El Cairo" es manejado por las hermanas Hostales, sus particulares dueñas, como un emprendimiento a modo de conseguir ingresos propios para que no las siga manteniendo su padre. Aquí habrá varios empleados que complementan el inusual y divertido hostel. Esta ¨joya turística¨ será visitada cada semana por nuevos huéspedes que harán de cada episodio una estadía inolvidable.

## Reparto

### Principal
- Paola Barrientos como Astrid Hostales
- Horacio Peña como Osvaldo
- Mariana Chaud como Solange Hostales

### Secundario
- Ignacio Rogers como Hernán
- María Alché como Sonia
- William Prociuk como Broch
- Valeria Correa como María

### Participaciones
- Manuel Ramos como Marcos

## Audiencia
| #1  | Martes    | 22 de marzo de 2016 | 0.7          | ↓ Bajó  | No | [ 1 ]  |
| #2  | Jueves    | 24 de marzo de 2016 | 0.4          | ↓ Bajó  | No | [ 2 ]  |
| #3  | Viernes   | 25 de marzo de 2016 | 0.5          | ↑ Subió | No | [ 3 ]  |
| #4  | Lunes     | 29 de marzo de 2016 | 0.9          | ↑ Subió | No | [ 3 ]  |
| #5  | Martes    | 29 de marzo de 2016 | 0.9          | ↑ Subió | No | [ 4 ]  |
| #6  | Miércoles | 30 de marzo de 2016 | 0.3          | ↓ Bajó  | No | [ 5 ]  |
| #7  | Jueves    | 31 de marzo de 2016 | 0.8          | ↑ Subió | No | [ 6 ]  |
| #8  | Viernes   | 1 de abril de 2016  | 0.4          | ↓ Bajó  | No | [ 7 ]  |
| #9  | Lunes     | 4 de abril de 2016  | 0.8          | ↑ Subió | No | [ 8 ]  |
| #10 | Martes    | 5 de abril de 2016  | 0.4          | ↓ Bajó  | No | [ 9 ]  |
| #11 | Miércoles | 6 de abril de 2016  | 0.6          | ↑ Subió | No | [ 10 ] |
| #12 | Jueves    | 7 de abril de 2016  | 0.6          | ↓ Bajó  | No | [ 11 ] |
| #13 | Viernes   | 8 de abril de 2016  | 0.5          | ↓ Bajó  | No | [ 12 ] |
| #14 | Lunes     | 11 de abril de 2016 | No se emitió |         |    |        |
| #15 | Martes    | 12 de abril de 2016 | 1.6          |         |    |        |
| #16 | Miércoles | 13 de abril de 2016 | 1.9          |         |    |        |
| #16 | Jueves    | 14 de abril de 2016 | 2.2          |         |    |        |
| #17 | Viernes   | 15 de abril de 2016 | 1.3          |         |    |        |
| #18 | Lunes     | 18 de abril de 2016 | 3.2          |         |    |        |
| #19 | Martes    | 19 de abril de 2016 | 1.7          |         |    |        |
| #20 | Miércoles | 20 de abril de 2016 | 1.1          |         |    |        |
| #21 | Jueves    | 21 de abril de 2016 | 0.7          |         |    |        |
| #22 | Viernes   | 22 de abril de 2016 | 0.4          |         |    |        |
| #23 | Lunes     | 25 de abril de 2016 | 2.7          |         |    |        |
| #24 | Martes    | 26 de abril de 2016 | 2.1          |         |    |        |
| #25 | Miércoles | 27 de abril de 2016 | 1.9          |         |    |        |
| #26 | Jueves    | 28 de abril de 2016 | 1.5          |         |    |        |
| #27 | Viernes   | 29 de abril de 2016 | 2.6          |         |    |        |
| #28 | Lunes     | 2 de mayo de 2016   | 1.8          |         |    |        |
| #29 | Martes    | 3 de mayo de 2016   | 1.0          |         |    |        |
| #30 | Miércoles | 4 de mayo de 2016   | 1.3          |         |    |        |
| #31 | Jueves    | 5 de mayo de 2016   | 1.5          |         |    |        |
| #32 | Viernes   | 6 de mayo de 2016   | 1.3          |         |    |        |